# Ашбаал
Ашбаал (*д/н —425 до н. е.) — цар Кітіону в 449—425 роках до н. е.

## Життєпис
Син кітіонського царя Баалмелека I. Після смерті останнього 449 року до н. е. стає новим царем Кітіону. Місто в цей час перебувало в облозі афінських військ на чолі з Кімоном. Незабаром той помер, але греки здобули подвійну перемогу (на морі й суходолі) над персами, що прибули на Кіпр. Втім за Каллієвим миром острів залишився під владою перського царя царів.
З цього часу Ашбаал стає провідником перських інтересів на Кіпрі. Скориставшись послаблення міста-держави Саламін, він розширив свої володіння, захопивши місто-державу Ідаліон. Помер у 425 році до н. е. Йому спадкував син Баалмелек II.